# Punto caldo di Shona

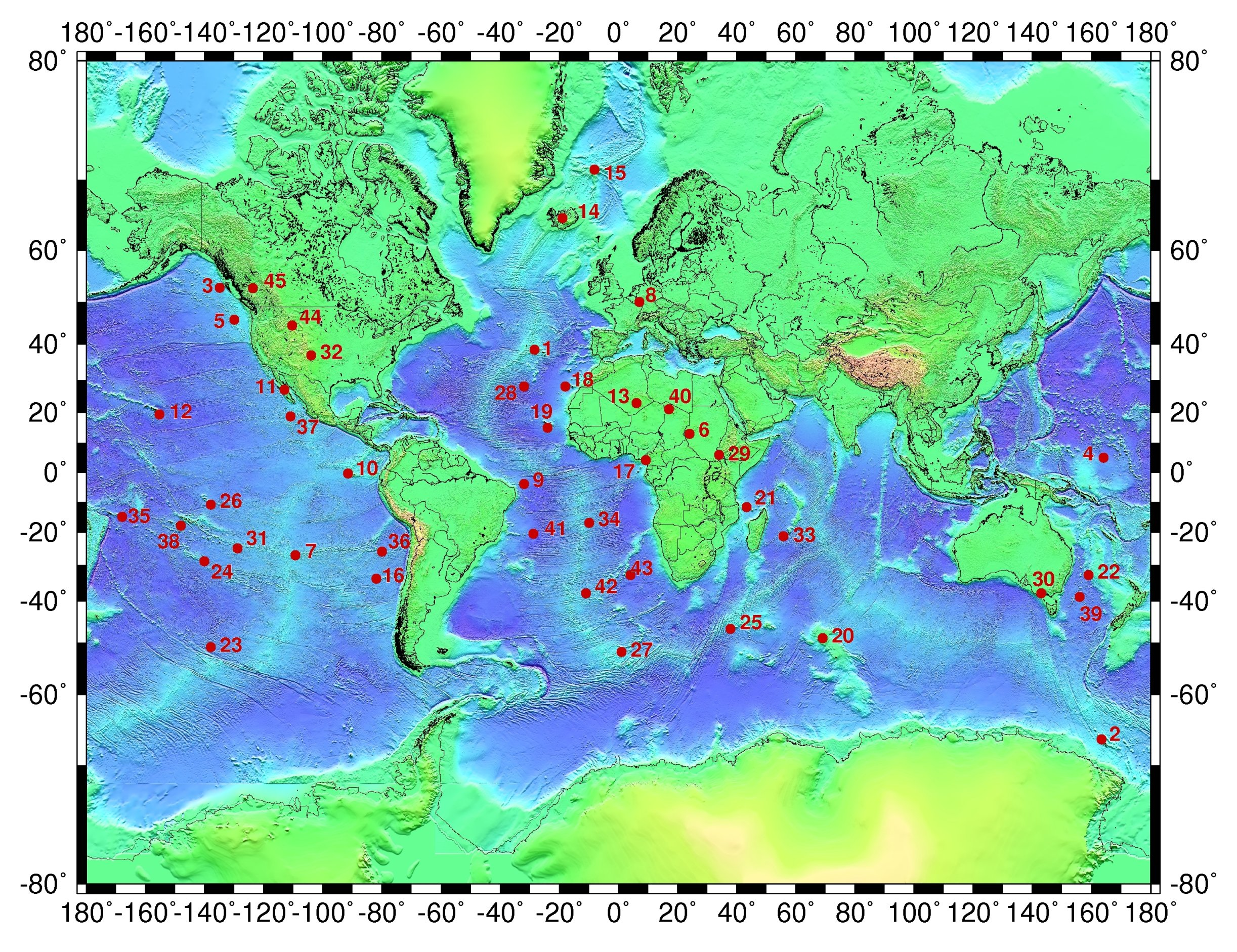
Nella soprastante mappa il punto caldo di Shona è indicato dal numero 27.

Il punto caldo di Shona è un punto caldo vulcanico situato nella regione meridionale dell'oceano Atlantico. L'insieme di dorsali e di montagne sottomarine formate da questo punto caldo, il cosiddetto sistema della dorsale di Shona, segue un particolare percorso a zig-zag e si estende dall'attuale ubicazione del punto caldo di Shona, da molti ritenuta essere all'estremità meridionale della dorsale medio atlantica, fino alla costa sud-occidentale del Sudafrica.

## Ubicazione
Attualmente l'effettiva posizione del punto caldo di Shona non è del tutto certa ed esistono vari pareri al riguardo. Nel 1985, all'epoca della scoperta del punto caldo, C. Hartnady e A. le Roex hanno proposto come possibile ubicazione la zona al di sotto della piccola montagna sottomarina di Shona, alle coordinate 54°30′S 6°00′W, poco a ovest della dorsale medio atlantica, tuttavia, nel 2007, W. Morgan e J. Morgan hanno proposto che la corretta posizione del punto caldo di Shona sia all'estremità orientale della dorsale di Shona, alle coordinate 51°24′S 1°00′E, in corrispondenza del rilievo più elevato, e quindi, verosimilmente di formazione più recente. Nel 2012, infine, sempre A. le Roex e altri hanno comunicato di aver localizzato il punto caldo alle coordinate 51°36′S 1°00′E, semplicemente all'estremità occidentale della catena vulcanica.

## Scoperta
Il punto caldo di Shona è stato scoperto dai già citati C. Hartnady e A. le Roex nel 1985. Essi notarono infatti che la dorsale Meteor e la dorsale del Capo, due catene di montagne sottomarine situate a ovest del Sudafrica, non potevano essere associate con il punto caldo di Bouvet e ipotizzarono quindi l'esistenza di un altro punto caldo vicino all'estremità meridionale della dorsale medio atlantica. Hartnady e le Roex spiegarono il particolare andamento a zig-zag del sistema montuoso frutto dell'attività del punto caldo come risultato del passaggio della zona di frattura Agulhas-Falkland, un sistema di dorsali che si estende lungo tutto l'oceano Atlantico meridionale, al di sopra del punto caldo nel corso dello spostamento della placca africana verso nord-est. In particolare la dorsale di Agulhas, situata nella parte orientale della suddetta zona di frattura, sarebbe passata al di sopra dei punti caldi di Shona e di Bouvet durante il Cretacico superiore, tra gli 80 e i 60 milioni di anni fa, e sarebbe stata quindi arricchita in volume dalle loro emissioni magmatiche.

## Interazione punto caldo - dorsale medio atlantica
Esistono diverse prove che il punto caldo di Shona abbia in passato interagito con la dorsale medio atlantica e che ancora lo stia facendo. Tra i due paralleli 51°S e 52°S i basalti della dorsale medio atlantica hanno infatti una composizione che può essere associata con i magmi eruttati dal punto caldo, tant'è che, nel 1987, basandosi su un anomalo valore del rapporto tra le concentrazioni di niobio e di zirconio riscontrato all'estremità meridionale della dorsale, le Roex ha suggerito l'interazione tra il punto caldo e la dorsale. Un'altra prova è stata fornita da J. Douglass e altri che nel 1999 hanno dimostrato come le anomalie magnetiche presenti nel fondale marino della zona accoppiate con il rapporto tra le concentrazioni di lantanio e samario riscontrato nei basalti della zona meridionale della dorsale indichino una interazione tra quest'ultima e il punto caldo.
Nel 2010, infine, sempre A. le Roex e altri, analizzando la lava prelevata da diversi punti del sistema della dorsale di Shona (ossia dal sistema montuoso formato dal punto caldo e composto, da ovest a est, dalla stessa dorsale di Shona, dalla dorsale Meteor, dalla dorsale di Agulhas e dalla dorsale del Capo), hanno verificato come essa risulti geochimicamente arricchita rispetto ai basalti presenti nella dorsale medio atlantica a nord del parallelo 51°S ma geochimicamente simile a quelli presente a sud di tale parallelo, segno quindi che la dorsale sta ancora interagendo con il punto caldo di Shona.